# Vereinigung Hl. Benedikt, Patron Europas
Die Vereinigung Hl. Benedikt, Patron Europas (en.: St. Benedict Patron of Europe Association, it.: San Benedetto Patrono d’Europa, lat.: Associatio Sanctus Benedictus Patronus Europæ, Abkürzung: ASBPE) ist eine kirchlich anerkannte internationale Vereinigung römisch-katholischer Gläubiger päpstlichen Rechts. Sie wurde 1967 gegründet und 1988 per Dekret anerkannt. Sie zählt weltweit (Stand 9/2024) in 14 Ländern ca. 500 Mitglieder.

## Geschichte

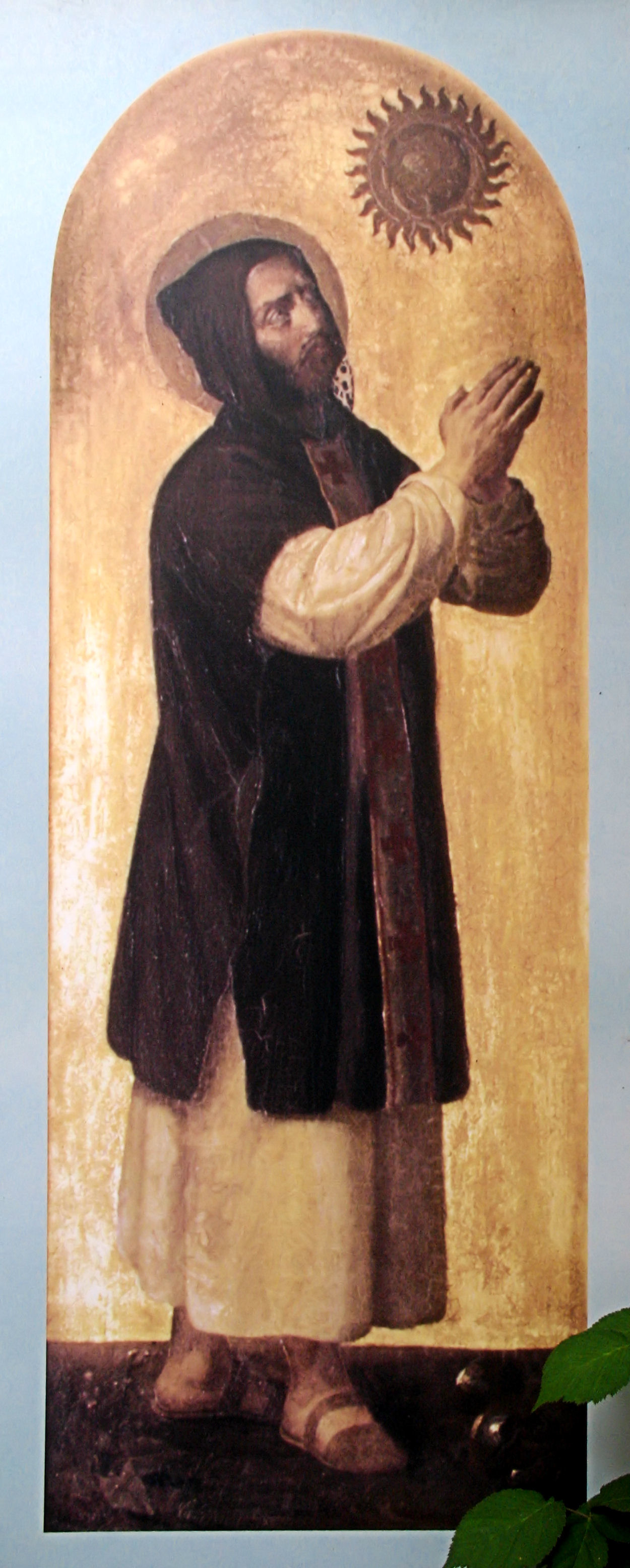
Moderne Darstellung Benedikts von Nursia

Mit dem Apostolischen Schreiben „Pacis nuntius“ erklärte Papst Paul VI. am 24. Oktober 1964 den heiligen Benedikt von Nursia zum Schutzpatron Europas und benannte ihn als „Vater des abendländischen Mönchtums“. Nach dieser Ernennung entstand 1967 der Gedanke eine Vereinigung zu gründen. Zum Hauptziel setzte sich die Vereinigung die Förderung und Verbreitung der christlichen Kultur in einem vereinten Europa. Diese Wesensmerkmale bestätigte Papst Johannes Paul II., als er das Leben und die Ernennung Benedikts in dem Apostolischen Schreiben „Sanctorum altrix“ 1980 erneut würdigte. Am 11. Juli 1988 wurde die Vereinigung Sankt Benedikt, Patron Europas vom Päpstlichen Rat für die Laien anerkannt und in die offizielle Liste von Vereinen und Vereinigungen aufgenommen.

## Selbstverständnis
Oberste Prämisse allen Geschehens ist die Regel des heiligen Benedikt, ihr nachzustreben ist für die Mitglieder der Vereinigung höchstes Gebot. Dieser Herausforderung folgend begleitet ihr tägliches Leben das Lesen in der Heiligen Schrift, sie wollen aus der schöpferischen Lebensbelehrung und den benediktinischen Traditionen ihre Kräfte ziehen. Die Teilnahme am sakramentalen und liturgischen Leben in ihrer Ortskirche ist verpflichtend, hieraus ergibt sich ebenfalls der Gehorsam zur kirchlichen Hierarchie. Zur Erfüllung ihres christlichen Lebens setzen sich die Mitglieder für die Prinzipien der katholischen Soziallehre ein und dienen der Ausweitung der christlichen Kultur.

## Organisation und Verbreitung
Die Mitglieder der Vereinigung werden durch die Kooptation aufgenommen. Dem vorausgegangen ist eine schriftliche Verpflichtung, in denen sie die Leitlinien anerkennen und sich bereit erklären, nach diesen zu leben und zu handeln. Die örtlichen Mitglieder schließen sich in Ortsgruppen zusammen, wobei sie sich nach Möglichkeit zur geistigen Erbauung einem Benediktiner- oder Zisterzienserkloster anschließen. Die Internationale Vereinigung wird im kollegialen Stil von einem Direktionskomitee geleitet, dieses besteht aus insgesamt 12 Mitgliedern. An der Spitze steht der Präsident, ihm zur Seite stehen zwei Vizepräsidenten und ein Generalsekretär. Dieser Personenkreis wird vom Komitee gewählt. Das Komitee arbeitet in enger Kooperation mit örtlichen und überregionalen Benediktinerabteien. Der Hauptsitz der Vereinigung ist in Rom. Als Mitgliederzahl gibt die Vereinigung über 500 an, die sich auf 14 Ländern verteilen. Den Schwerpunkt mit 13 Vereinigungen bildet Europa, während Nordamerika mit einer Vereinigung vertreten ist.